# Mikroskapania
Mikroskapania (Scapania carinthiaca) är en levermossart som beskrevs av J.B.Jack och Sextus Otto Lindberg. Mikroskapania ingår i släktet skapanior, och familjen Scapaniaceae. Enligt den finländska rödlistan är arten akut hotad i Finland. Enligt den svenska rödlistan är arten starkt hotad i Sverige. Arten förekommer i Svealand och Nedre Norrland. Artens livsmiljö är bäckar.